# 1-я миномётная бригада Карельского фронта
Не следует путать с 1-й миномётной Брестской орденов Кутузова и Александра Невского бригадой
Не следует путать с 1-й миномётной бригадой Волховского фронта
Не следует путать с 1-й миномётной бригадой Закавказского фронта
1-я миномётная бригада - воинское соединение вооружённых сил СССР в Великой Отечественной войне.

## История
Бригада сформирована в составе 7-й армии осенью 1941 года.
В составе действующей армии с 16.10.1941 по 06.01.1942 года
Вела бои на рубеже реки Свирь
06.01.1942 года расформирована

## Полное наименование
- 1-я миномётная бригада Карельского фронта

## Подчинение
| Дата            | Фронт (округ) | Армия               | Корпус | Дивизия | Примечания |
| --------------- | ------------- | ------------------- | ------ | ------- | ---------- |
| 01.11.1941 года | -             | 7-я отдельная армия | -      | -       | -          |
| 01.12.1941 года | -             | 7-я отдельная армия | -      | -       | -          |
| 01.01.1942 года | -             | 7-я отдельная армия | -      | -       | -          |